# Chemoatraktanty
Chemoatraktanty (chemotaksyny, hormony lokomocyjne) – związki organiczne lub nieorganiczne indukujące procesy chemotaksji dodatniej w komórkach posiadających zdolność do ruchu lub innej spolaryzowanej odpowiedzi na bodźce (na przykład tworzenie shmoo u drożdży). Proces przemieszczania się w określonym kierunku w odpowiedzi na sygnały środowiskowe zwany jest chemotaksją. Chemoatraktanty oddziałują na komórki docelowe poprzez receptory. Zwykle chemoatraktanty są komórkowo specyficzne, a ich wpływ jest zależny od stężenia. Polaryzację odpowiedzi na atraktant warunkuje zazwyczaj gradient jego stężenia w medium pozakomórkowym. 
Bakterie wyczuwają gradient chemoatraktantów poprzez pomiary ich stężeń w czasie. Bakteria zaczyna się poruszać w przypadkowym kierunku i jeśli w tym czasie stężenie chmoatraktanta rośnie, to prawdopodobieństwo koziołkowania zmniejsza się i komórka porusza się dalej mniej więcej w tym samym kierunku. Jeśli stężenie w otoczeniu zmniejsza się, wówczas częstotliwość koziołkowania wzrasta i bakteria sprawdza inne przypadkowe kierunki. 
Przykładem organicznego chemoatraktanta dla komórek organizmów wyższych – fibroblastów, indukującego u  nich odpowiedź ruchową, jest czynnik wzrostu fibroblastów 2 (fibroblast growth factor 2 (FGF2)).
Związkami indukującymi ruch lub odpowiedź ruchową od ich źródła (chemotaksja ujemna) są chemorepelenty.